# مرسيدس بنز 380 (1933)
مرسيدس بنز 380  (بالإنجليزية: Mercedes-Benz 380 )‏ هي سيارة من صناعة مرسيدس بنز أنتجت في 1933.